# Csapláros István
Csapláros István (Baja, 1910. június 28. – Varsó, 1994. június 30.) irodalomtörténész, egyetemi tanár, a magyar–lengyel kapcsolatok kiemelkedő kutatója.
| Csapláros István                          | Csapláros István                          |
| Kattints az alábbi külső linkek egyikére! | Kattints az alábbi külső linkek egyikére! |
| ----------------------------------------- | ----------------------------------------- |
| Nem található szabad kép.(?)              |                                           |
| külső link · jogvédett                    | Csapláros István fényképe                 |

## Életútja
Édesapja, Csapláros Sándor tanító volt Borotán, édesanyja, Nagy Rózsa malom-tisztviselőként dolgozott. A bajai III. Béla Reálgimnáziumban érettségizett 1928-ban. Egyetemi tanulmányait Magyarországon, Lengyelországban és Franciaországban végezte. A pécsi Erzsébet Tudományegyetemen 1933-ban magyar–francia, 1937-ben német szakos középiskolai tanári oklevelet kapott, 1935-ben bölcsészdoktori oklevelet is. 1941-ben a József Nádor Műszaki és Gazdaságtudományi Egyetemen gazdasági szaktanár képzettséget szerzett. 1931-ben a wrocławi (boroszlói) egyetemen, 1943-ban a párizsi Sorbonne-on tanult.
1933-1934 folyamán Pécsett önkéntes katonai szolgálatot teljesített. Ezt követően az egyetem Magyar Irodalomtörténet Tanszékének gyakornoka lett, ahol 1940-ben tanársegédi kinevezést kapott. A második világháború kitörésének évében, 1939-ben töltött először hosszabb időt Lengyelországban. A pécsi bölcsészkar megszűnése után a pestszentlőrinci Állami Kereskedelmi Középiskolába került, ahol 1940 és 1943 között oktatott. 1943-tól 1948-ig az Állami Gyakorló Kereskedelmi Főiskola rendes tanára volt. Ekkor kinevezték a magyar–lengyel kulturális egyezmény alapján megnyílt varsói Magyar Kulturális Intézet vezetőjének, tisztségét 1955-ig, a varsói és krakkói intézetek összevonásáig töltötte be. Ezután 1961-ig az intézet kulturális tanácsadójaként működött.
A Varsói Egyetemen 1949-1951 között magyar lektor, 1951-től az általa létrehozott Magyar Filológiai Tanszék oktatója volt. Leíró nyelvtani és irodalomtörténeti előadásokat tartott. 1955-től egyetemi adjunktus, 1962-től egyetemi docens, 1971-től tanszékvezető egyetemi tanár, 1980-tól pedig nyugdíjas professzor beosztásban dolgozott. Az irodalomtudományok kandidátusa címet 1961-ben szerezte meg Varsóban, doktori fokozatát 1985-ben.
1956-ban feleségül vette Halina Doroszkiewiczet, a lengyel társadalombiztosító intézet tisztviselőjét, akinek korábbi házasságából született fiait sajátjaként nevelte.

## Munkássága
Tanulmányai alapján pályáján européer magyarként indult. Fő kutatási területe a magyar-lengyel és a magyar-francia irodalom- és művelődéstörténeti kapcsolatok voltak. Vizsgálta a magyar irodalom lengyelországi, valamint a lengyel irodalom magyarországi recepcióját, különösen a lengyelországi sorskérdések 19. századi magyar irodalmi művekben való megjelenését. Hatalmas mennyiségű tényanyagot gyűjtött össze a lengyel-magyar kapcsolatok 20. századi alakítóitól is, amelyek feldolgozása máig nem történt meg teljes körűen. 1940-től aktív szervezője volt lengyelbarát társaságoknak és mozgalmaknak.

## Társasági tagságai
- Nemzetközi Magyar Filológiai Társaság (alapító tag)
- Magyar Irodalomtörténeti Társaság
- Magyar Nyelvtudományi Társaság
- Magyar Mickiewicz Társaság[1]
- varsói Adam Mickiewicz Irodalmi Társaság
- Lengyel–Magyar Társaság (vezetőségi tag)
- Association Internationale de Littérature Comparée

## Kitüntetései
- Lengyelországért Érdemérem (1977)
- Magyar Munka Érdemrend arany fokozata (1979)
- Lengyelország Újjászületése érdemrend (Order Odrodzenia Polski, Polonia Restituta) lovagkeresztje (1979)
- Lengyelországért Érdemrend arany fokozat (1980)
- Lotz János-emlékérem (1977)
- Szocialista Kultúráért

## Főbb művei
(Csak a magyar nyelvű munkák.)
- Lengyel sors- és nemzettudat a magyar irodalomban (Apollo, 1939)
- A magyarság lengyel tükörben. Tények és feladatok a lengyel irodalom magyar vonatkozásainak területén. 1–2. (Debreceni Szemle, 1940)
- A múlt század lengyel irodalma Magyarországon (Egyetemes Philologiai Közlöny, 1941 és Láthatár, 1941)
- A lengyel irodalom Magyarországon (Lengyel Könyvtár. Bp., 1943)
- Magyarok és lengyelek (Magyarország és Kelet-Európa. Bp., 1947)
- A magyar irodalom útja Lengyelországban. 1830–1918 (Filológiai Közlöny, 1958)
- Magyarország Kraszewski publicisztikai munkásságában. Lengyel nyelvű összefoglalással (Rocznik Biblioteki PAN w Krakówie, 1958)
- Sárosy Gyula, a romantika korának költője és Lengyelország. Kandidátusi értekezés. Lengyel nyelven (Warszawa, 1961)
- Kraszewski és Magyarország (Irodalomtörténeti füzetek. 39. Bp., 1963; lengyelül: Warszawa, 1964)
- Vörösmarty egy lengyel tárgyú verse (Irodalomtörténeti Közlemények, 1971)
- A Szózat szerepe az 1860-1862. évi lengyel hazafias mozgalmakban (Irodalomtörténeti Közlemények, 1975)
- Francia elemek szerepe a felvilágosodás korabeli magyar irodalom Lengyelország iránti érdeklődésében („Sorsotok előre nézzétek!” A francia felvilágosodás és a magyar kultúra. Tanulmányok. Szerk. Köpeczi Béla. Bp., 1975)
- Jókai útja a lengyelországi átlagolvasóhoz (Magyar Könyvszemle, 1976)
- A felvilágosodástól a felszabadulásig. Tanulmányok a magyar–lengyel irodalmi kapcsolatok köréből (Elvek és utak. Bp., 1977)
- 1939 szeptembere (Alföld, 1979)
- Fejezetek a magyar–lengyel irodalmi kapcsolatok történetéből. Monográfia (Bp., 1983)
- A lengyel kérdés a felvilágosodás korának magyar irodalmában. A habilitációs tézisek átdolgozott változata. Monográfia és doktori értekezések (Bp., 1984.; lengyelül: Warszawa, 1962)
- A lengyel irodalom Magyarországon. Fejezetek a lengyel irodalom magyarországi fogadtatásának történetéből. Monográfia (Modern filológiai füzetek. 37. Bp., 1985)
- Lengyelek a régi magyar színpadon. Régi magyar színpadunk lengyel repertoárja (Színháztudományi Szemle, 1985)
- Kosztolányi Dezső és a lengyel irodalom (Irodalomtörténet, 1985)
- A magyar polonofil költészet kezdetei (Magyar–lengyel közelítések. Tanulmányok a KLTE Lengyel Nyelv és Irodalom Tanszéke 1984. nov. 13–14-én rendezett konferenciájának anyagából. Szerk. D. Molnár István. Debrecen, 1985)
- Jó barátok görbe tükörben. Magyar, lengyel anekdoták és más történetek (Közös dolgaink. Bp., 1987)
- Heilprin Mihály, az 1848–1849-es magyar szabadságharc elfeledett költője (A Herman Ottó Múzeum Évkönyve, 1989)
- „Búsul a lengyel…” (Néprajzi Látóhatár, 1993)
- A magyar szabadságharc bukása és a januári lengyel felkelés kitörése között (A Herman Ottó Múzeum Évkönyve, 1993)